# Ziziphus thyrsiflora
Ziziphus thyrsiflora là một loài thực vật có hoa trong họ Táo. Loài này được Benth. miêu tả khoa học đầu tiên..